# Nicolai Ghiaurov
Nicolai Ghiaurov (Velingrad, 13 de Setembro de 1929 - Módena, 2 de Junho de 2004) foi um baixo búlgaro e considerado um dos melhores baixos do seu período. Ele foi admirado pelo seu poder vocal e voz suntuosa e foi particularmente associado com obras de Giuseppe Verdi. Ghiaurov casou-se com a soprano mundialmente famosa Mirella Freni em 1978, eles viveram na Itália até a morte de Ghiaurov, em 2004. 
A sua capacidade vocal era tão apreciada que foi apelidado pelo público italiano como il re dei bassi, traduzido para português como o rei dos baixos.

## Biografia
Ghiaurov nasceu em uma pequena cidade da Bulgária. Ele aprendeu a tocar violino, piano e clarinete quando ainda era criança. Ele começou a estudar música no Conservatório Estatal Búlgaro em 1949, sob os ensinamentos do Doutor Hristo Brambarov. De 1950 até 1955 ele estudou no Conservatório de Moscou.
A carreira de Ghiaurov foi lançada em 1955, quando ele venceu o Grand Prix na Competição Internacional de Canto em Paris e ganhou o Primêiro Prêmio e uma Medalha de Ouro no Quinto Festival Mundial dos Jovens em Praga. Ghiaurov fez sua estréia operística em 1955 como Don Basilio na ópera Il Barbiere di Siviglia (Rossini) em Sofia. Ele fez sua estréia na Itália em 1957 no Teatro Municipal de Bolonha, depois começando sua carreira internacional com a sua redenção de Varlaam na ópera Boris Godunov no La Scala em 1959. Em 1962, Ghiaurov fez sua estréia no Covent Garden como Padre Guardiano da ópera La Forza del Destino (Verdi) e aparecendo em Salzburgo com a obra Requiem de Giuseppe Verdi, ao lado de Luciano Pavarotti, Leontyne Price e Fiorenza Cossoto, conduzidos por Herbert von Karajan.
Ghiaurov apresentou-se ao lado de Mirella Freni pela primeira vez em 1961 em Gênova. Ela foi Marguerite e ele o diabo na ópera Fausto (Gounod). Casaram-se em 1975 e viveram na cidade natal de Freni, Modena. Ele fez sua estréia nos Estados Unidos com Faust em 1963 na Ópera Lírica de Chicago. Ele cantou doze papéis com a companhia, incluindo Boris, Don Quichotte, Mefistofele entre tntos outros. Ghiaurov fez sua estréia no Metropolitan Opera no dia 8 de Novembro de 1965 como Mephistopheles. Ele cantou, no total, ele se apresentou oitenta e uma vezes em dez papéis diferentes no Met, aparecendo pela última vez na casa dia 26 de Outubro de 1996, como Sparafucile de Rigoletto (Verdi). Durante sua carreira, ele também se apresentou no Teatro Bolshoi em Moscou, na Ópera Estatal de Viena, no Royal Opera House e na Ópera de Paris.